# Xubuntu
Xubuntu ist ein von Canonical Ltd. veröffentlichtes Derivat des Betriebssystems Ubuntu und wird von einer freien Community gepflegt. Bei Ubuntu handelt es sich um eine freie und kostenlose Linux-Distribution, die von Debian abstammt. Xubuntu verwendet die Xfce-Desktop-Umgebung, die vor allem für ihre Stabilität und ressourcenschonende Arbeitsweise bekannt ist. Ubuntu hingegen verwendet als Desktopumgebung Gnome.
Der Name der Distribution Ubuntu bedeutet auf Zulu etwa „Menschlichkeit“ und bezeichnet eine afrikanische Philosophie. Xubuntu ist hierbei ein Kofferwort aus Xfce und Ubuntu.

## Ziele
Die Xubuntu-Gemeinde soll ein Teil der größeren Ubuntu-Community sein, die die Ideale der Ubuntu-Philosophie unterstützt. Die Software sollte kostenlos verfügbar sein; Softwaretools sollen von den Menschen in ihrer Landessprache und trotz aller Behinderungen genutzt werden können. Die Entwickler geben die folgenden Prinzipien ihrer Arbeit an:
- Xubuntu soll immer kostenlos bleiben: Es werden keine Extrakosten für kostenpflichtige Versionen verlangt. Jedermann soll zu gleichen Bedingungen arbeiten können.
- Xubuntu soll stets in vielen Sprachversionen existieren.
- Xubuntu soll einfach zu bedienen bleiben.
- Xubuntu soll ständig weiterentwickelt werden. Eine neue Version soll alle sechs Monate veröffentlicht und für mindestens neun Monate unterstützt werden.
- Xubuntu steht völlig für die Grundsätze von Open-Source-Softwareentwicklung und möchte die Menschen ermutigen, Open-Source-Software zu verwenden, zu verbessern und weiterzugeben.[4]

## Anwendungen
Xubuntu bietet seinem Benutzer bereits vorinstallierte Programme an. Die Auswahl der Standardprogramme unterscheidet sich jedoch im Vergleich zu Ubuntu.
- AbiWord – Textverarbeitung
- Catfish – Desktopsuche
- Common Unix Printing System – Druckerverwaltung
- Evince – PDF-Reader
- Firefox – Webbrowser
- GIMP – Grafikprogramm
- Gnumeric – Tabellenkalkulation
- Leafpad – Texteditor
- Thunderbird – E-Mail-Client
- Parole – Mediaplayer
- Pidgin – Instant Messenger
- Simple Scan – Scannerzubehör
- Thunar – Dateimanager
- HexChat – IRC
- Orage – Kalender

Xubuntu nutzt ebenfalls das Ubuntu Software Center, über das sich alle Programme aus den von Ubuntu bereitgestellten Repositories über eine grafische Benutzeroberfläche installieren lassen. Canonical versucht somit dem Benutzer ein intuitiv zu nutzendes Werkzeug mitzugeben. Auf zunächst zu erlernende Terminal-Befehle kann somit verzichtet werden.

## Versionen

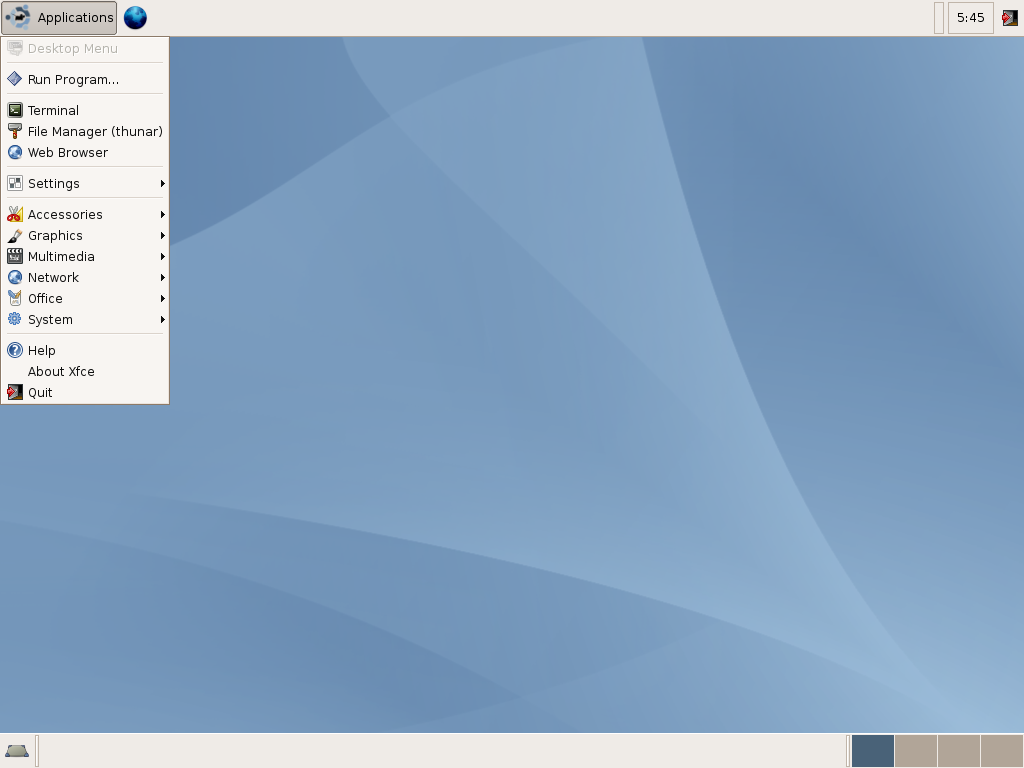
Xubuntu 6.06 LTS Dapper Drake, die erste offizielle Xubuntu-Version

Xubuntu wurde erstmals offiziell am 1. Juni 2006 neben Ubuntu in der Version 6.06 Dapper Drake veröffentlicht. Die zurzeit aktuelle Version ist 19.10 mit dem Codenamen Eoan Ermine, die im Oktober 2019 erschien. Derzeit wird außerdem noch die Version 18.04 LTS Bionic Beaver offiziell mit Aktualisierungen versorgt. „LTS“ bedeutet in diesem Zusammenhang Long Term Support: Diese Versionen werden drei Jahre anstatt der üblichen neun Monate mit Updates und sicherheitsrelevanten Änderungen versorgt.

### Xubuntu 12.04 LTS
Xubuntu 12.04 erschien im April 2012 und ist eine LTS-Version, die für insgesamt drei Jahre unterstützt wird. Dies steht im Gegensatz zu den LTS-Versionen von Kubuntu und Ubuntu, die einen fünfjährigen Unterstützungszeitraum erhalten haben.
Die minimalen Systemvoraussetzungen werden mit 512 MiB RAM und 5 GB freiem Festplattenspeicher angegeben.

### Xubuntu 13.10

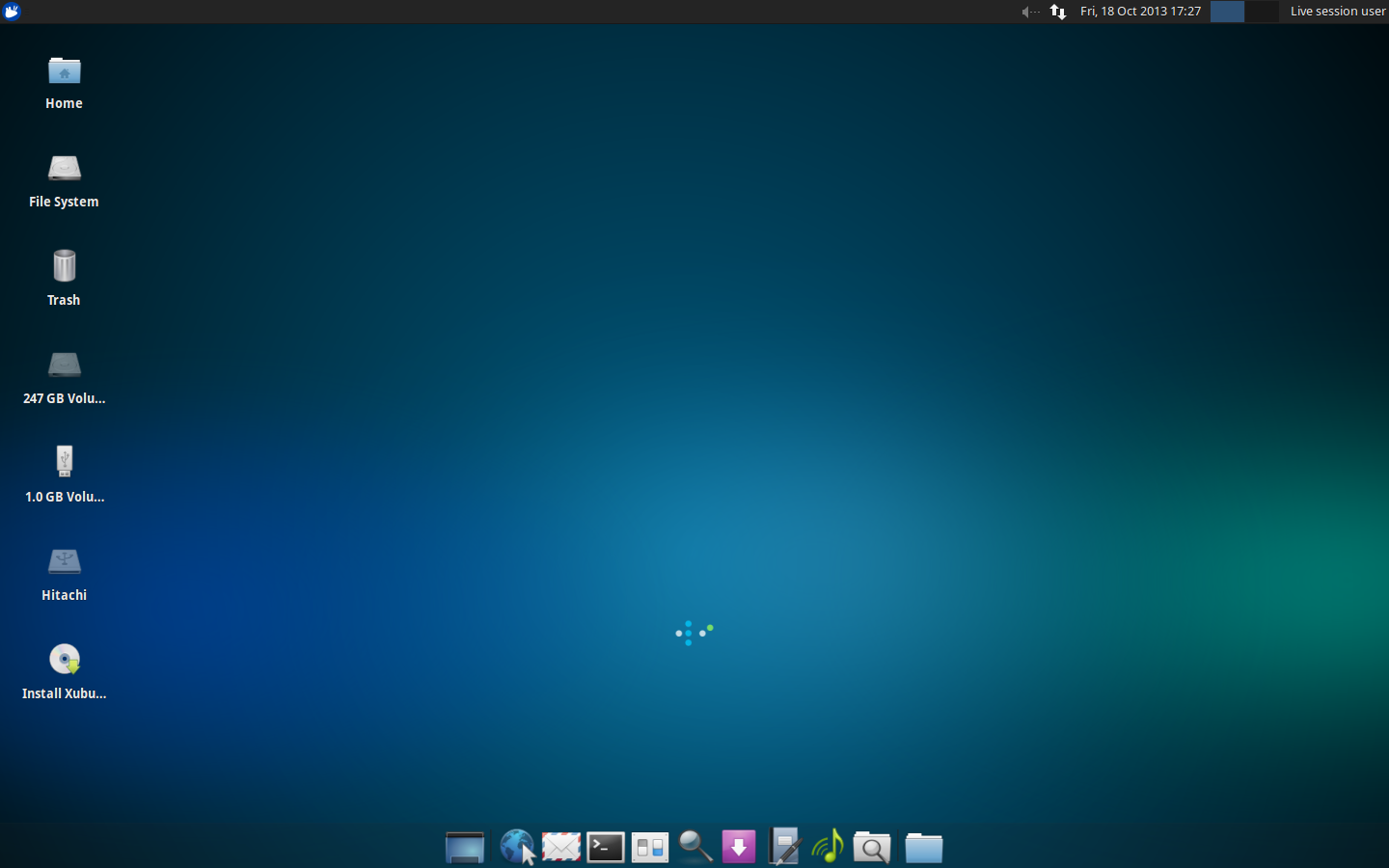
Xubuntu 13.10 Saucy Salamander

Xubuntu 13.10 erschien im Oktober 2013 und wurde bis Juli 2014 unterstützt. Aufgrund der Größe der Installationsdatei von 1 GB musste das Betriebssystem von einem USB-Stick oder einer DVD installiert werden. Für diese Version wurden Gnumeric und GIMP wieder als vorinstallierte Programme mit aufgenommen, sowie viele Fehler in Catfish und Parole beseitigt. Ebenso wurde das Desktopthema Greybird neu aufgelegt und neue Hintergrundbilder hinzugefügt. Des Weiteren wurde als Bestandteil der Distribution nun auch eine Dokumentation mitgeliefert.
Für Xubuntu 13.10 gelten die gleichen Systemvoraussetzungen wie für die Version 12.04.

### Xubuntu 14.04 LTS

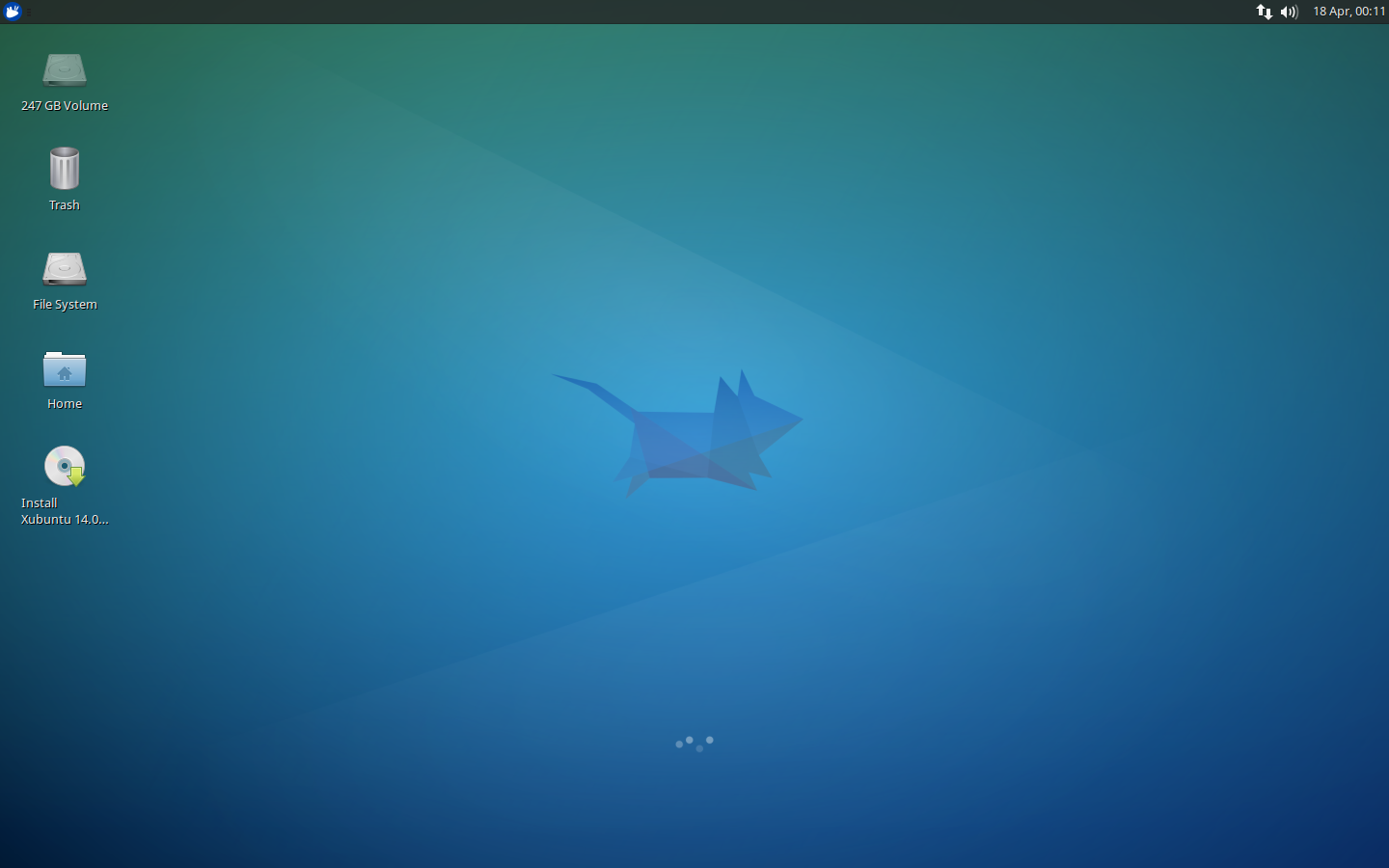
Xubuntu 14.04 LTS Trusty Tahr

Die im April 2014 erschienene Version 14.04 wird drei Jahre lang unterstützt und gepflegt werden. Zu den Neuerungen zählen die Verwendung von Light Locker als Bildschirmsperre sowie des Whisker Menu als Startmenü. Am 25. Juli 2014 erschien ein Update auf Version 14.04.1. Die Veröffentlichung des zweiten Updates 14.04.2 erfolgte am 19. Februar 2015; dabei wurde der Linux-Kernel von Version 3.13 auf 3.16 aktualisiert. Ein drittes Update wurde am 6. August 2015 freigegeben. Erneut erfolgte eine Anhebung der Kernelversion auf 3.19.
Ein 4. Update wurde am 18. Februar 2016 freigegeben. Erneut erfolgte eine Anhebung der Kernelversion auf 4.2 (wie 15.10). Im August 2016 erfolgt das fünfte und letzte Update des Kernels.

### Xubuntu 14.10

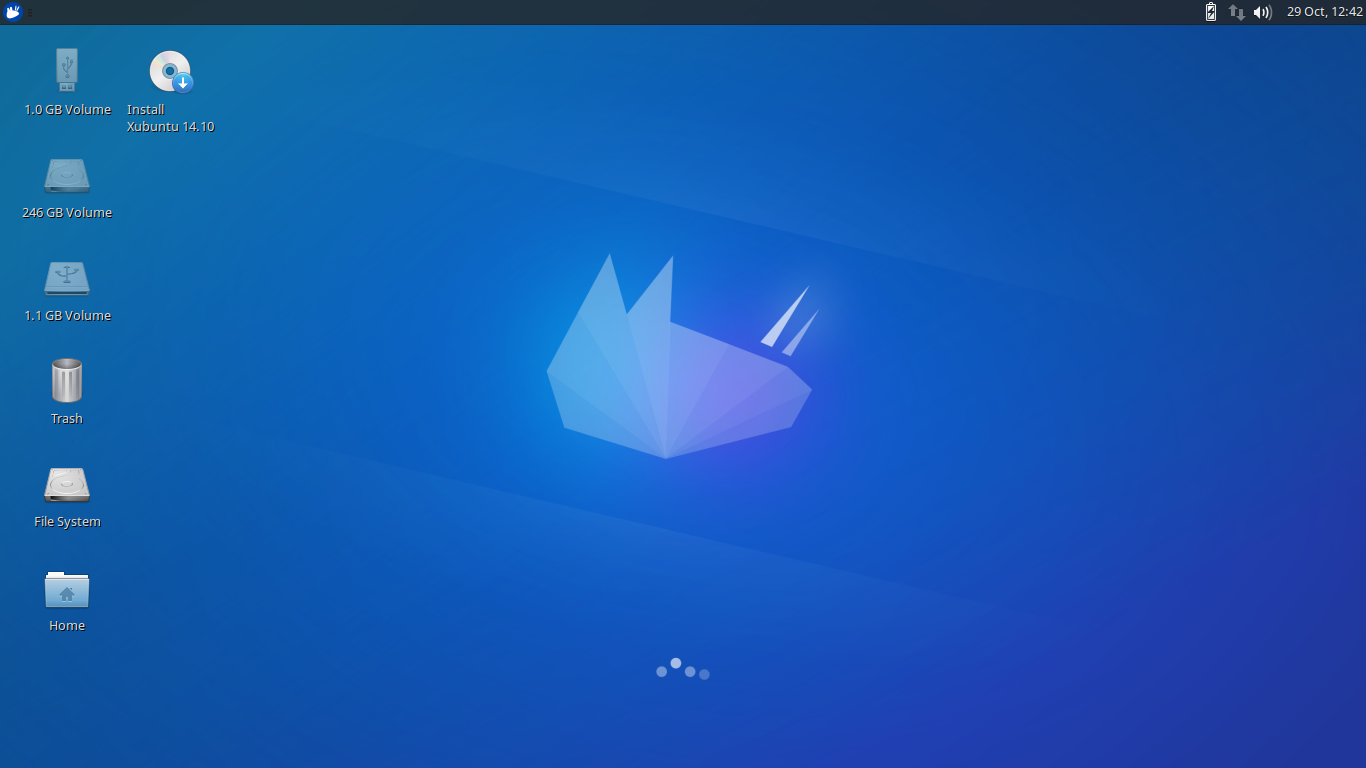
Xubuntu 14.10 Utopic Unicorn

Utopic Unicorn (englisch für utopisches Einhorn)

### Xubuntu 15.10

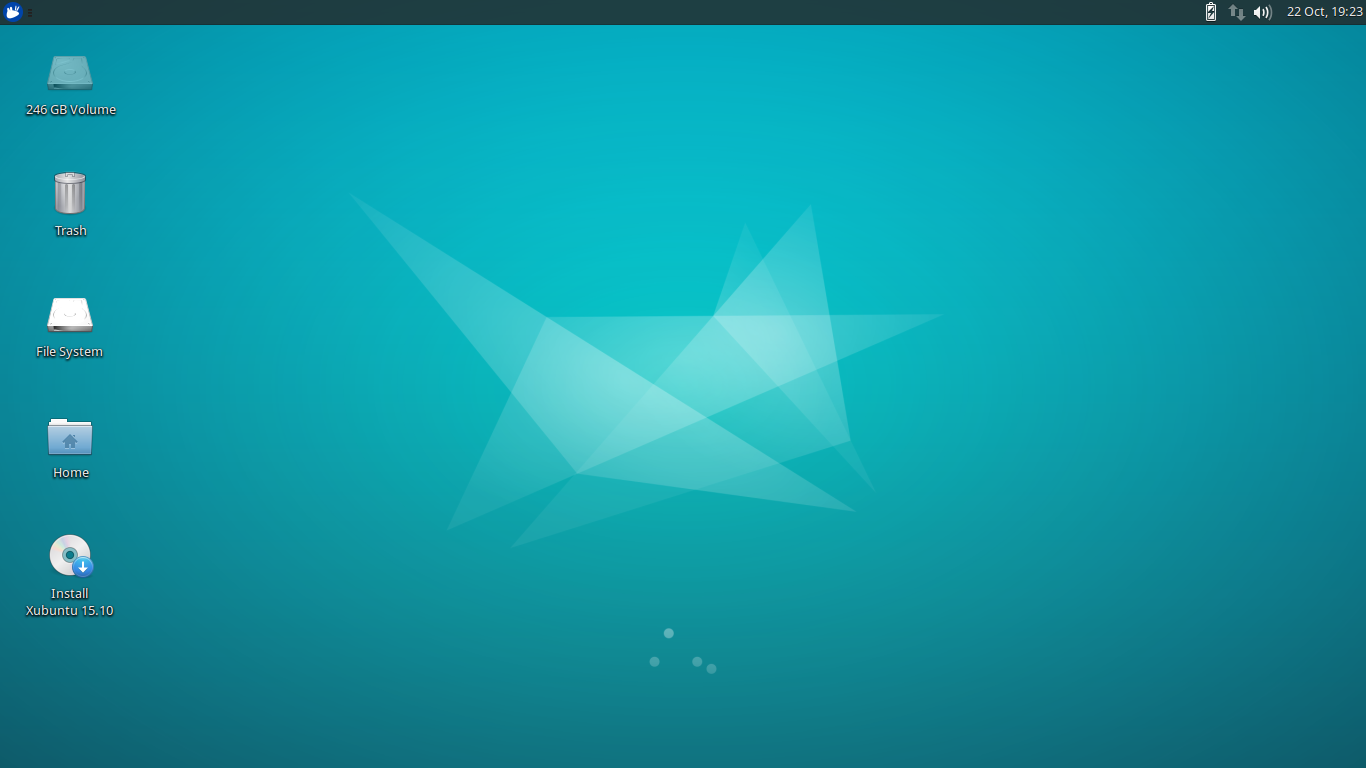
Xubuntu 15.10 Wily Werewolf

Wily Werewolf (englisch für hinterlistiger Werwolf)

### Xubuntu 16.04 LTS
Xenial Xerus (englisch für gastfreundliches Borstenhörnchen)

### Xubuntu 16.10
Yakkety Yak (englisches Wortspiel mit dem Wort Yak, etwa Geplapper)

### Xubuntu 17.04
Zesty Zapus (englisch für begeisterte Hüpfmaus)

### Xubuntu 17.10
Artful Aardvark (englisch für raffiniertes Erdferkel)

### Xubuntu 18.04 LTS
Bionic Beaver (englisch für bionischer Biber)

### Xubuntu 18.10
Cosmic Cuttlefish (englisch für kosmischer Tintenfisch)

### Xubuntu 19.04
Disco Dingo  (englisch)

### Xubuntu 19.10
Eoan Ermine (englisch)

### Xubuntu 20.04 LTS
Focal Fossa (englisch für fokussierter Fossa)

### Xubuntu 20.10

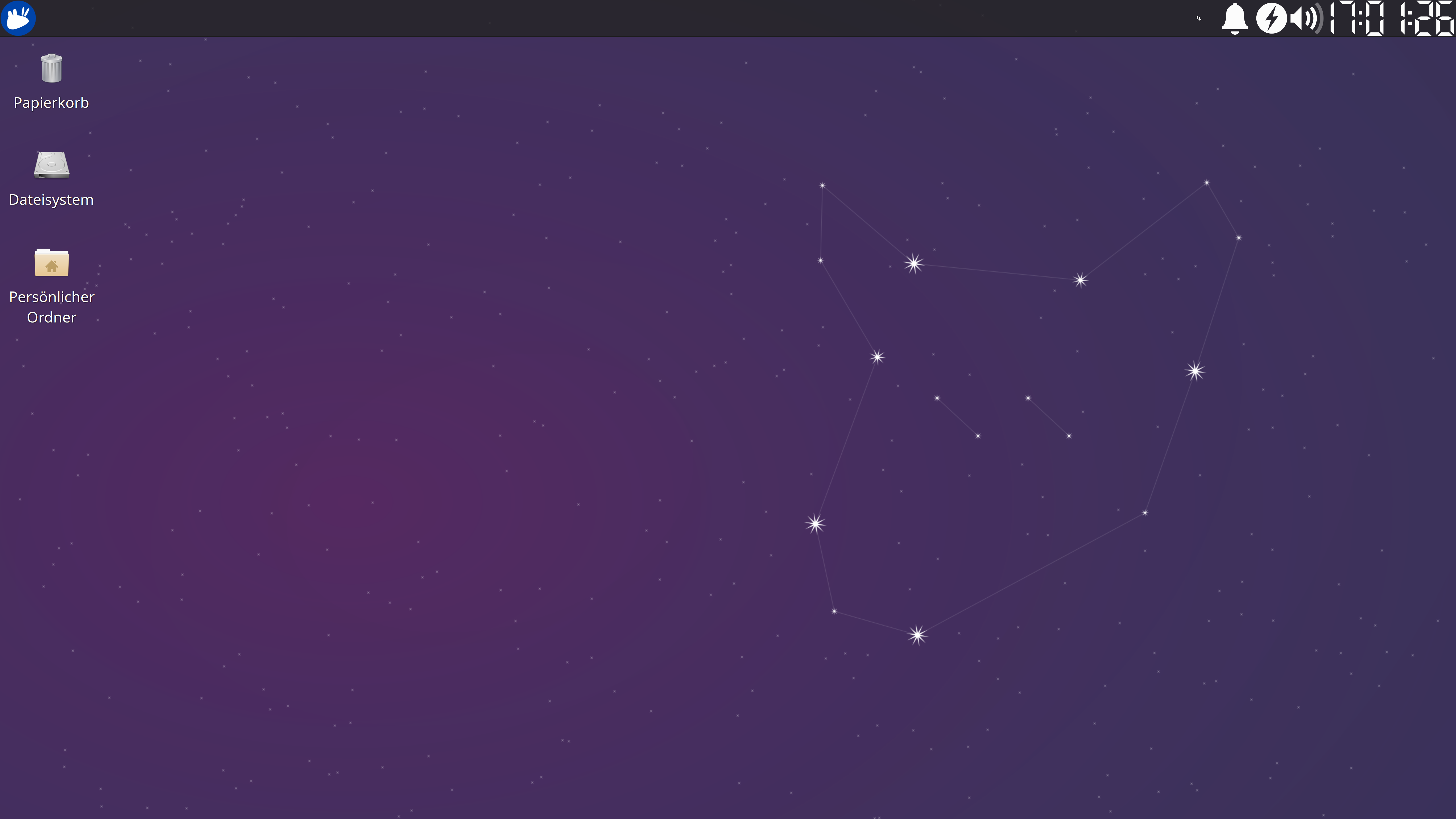
Xubuntu 20.10 "Groovy Gorilla"

Groovy Gorilla (englisch für grooviger Gorilla)

### Xubuntu 21.04
Hirsute Hippo (englisch für struppiges Flusspferd)

### Xubuntu 21.10
Impish Indri (englisch für schelmischer Indri)

### Xubuntu 22.04
Jammy Jellyfish (englisch für glückliche Qualle)

### Xubuntu 22.10
Kinetic Kudu (englisch für Kinetischer Kudu)

### Xubuntu 23.04
Lunar Lobster (englisch für Mondhummer)

### Xubuntu 23.10
Mantic Minotaur (englisch für wahrsagender Minotauros)

### Xubuntu 24.04
Noble Numbat (englisch für vornehmer Numbat)

### Xubuntu 24.10
Oracular Oriole (englisch für orakelhafter Pirol)

## Derivate
- OS4
- Voyager
- Emmabuntüs
- ChaletOS

## Entwicklungsgeschichte
Xubuntu-Versionen werden zweimal im Jahr gleichzeitig mit Ubuntu veröffentlicht. Xubuntu verwendet die gleichen Versionsnummern und Namen, die sich aus dem Veröffentlichungsjahr und Monat zusammensetzen. Beispielsweise wurde Xubuntu 6.06 im Juni 2006 veröffentlicht.
| Version | Codename          | Veröffentlichungsdatum | unterstützt bis | Kernel | XFCE      | Bemerkungen                                                                  |
| --- | ----------------- | ---------------------- | --------------- | ------ | --------- | ---------------------------------------------------------------------------- |
| 5.10 | Breezy Badger     | 13. Oktober 2005       | April 2007      | 2.6.12 | 4.2       | xubuntu-desktop lässt sich nur als Paket zu Ubuntu nachträglich installieren |
| 6.06 LTS | Dapper Drake      | 1. Juni 2006           | Juni 2009       | 2.6.15 | 4.4 Beta1 | Erste offizielle Version mit Long Term Support                               |
| 6.10 | Edgy Eft          | 26. Oktober 2006       | April 2008      | 2.6.17 | 4.4 Beta2 |                                                                              |
| 7.04 | Feisty Fawn       | 19. April 2007         | Oktober 2008    | 2.6.20 | 4.4.0     |                                                                              |
| 7.10 | Gutsy Gibbon      | 18. Oktober 2007       | April 2009      | 2.6.22 | 4.4.1     |                                                                              |
| 8.04 LTS | Hardy Heron       | 24. April 2008         | April 2011      | 2.6.24 | 4.4.2     | Long Term Support                                                            |
| 8.10 | Intrepid Ibex     | 30. Oktober 2008       | April 2010      | 2.6.27 | 4.6.0     |                                                                              |
| 9.04 | Jaunty Jackalope  | 23. April 2009         | Oktober 2010    | 2.6.28 | 4.6.0     |                                                                              |
| 9.10 | Karmic Koala      | 29. Oktober 2009       | April 2011      | 2.6.31 | 4.6.1     |                                                                              |
| 10.04 LTS | Lucid Lynx        | 29. April 2010         | April 2013      | 2.6.32 | 4.6.1     | Long Term Support                                                            |
| 10.10 | Maverick Meerkat  | 10. Oktober 2010       | April 2012      | 2.6.35 | 4.6.2     |                                                                              |
| 11.04 | Natty Narwhal     | 28. April 2011         | Oktober 2012    | 2.6.38 | 4.8       |                                                                              |
| 11.10 | Oneiric Ocelot    | 13. Oktober 2011       | April 2013      | 3.0.0  | 4.8       |                                                                              |
| 12.04 LTS | Precise Pangolin  | 26. April 2012         | April 2015      | 3.2.0  | 4.8       | Long Term Support                                                            |
| 12.10 | Quantal Quetzal   | 18. Oktober 2012       | April 2014      | 3.5.0  | 4.10      |                                                                              |
| 13.04 | Raring Ringtail   | 25. April 2013         | Dezember 2013   | 3.8.0  | 4.10      |                                                                              |
| 13.10 | Saucy Salamander  | 17. Oktober 2013       | Juli 2014       | 3.11.0 | 4.10      |                                                                              |
| 14.04 LTS | Trusty Tahr       | 17. April 2014         | Juni 2017       | 3.13.0 | 4.10      | Long Term Support                                                            |
| 14.10 | Utopic Unicorn    | 23. Oktober 2014       | Juli 2015       | 3.16.0 | 4.10      |                                                                              |
| 15.04 | Vivid Vervet      | 23. April 2015         | Dezember 2015   | 3.19.0 | 4.12      |                                                                              |
| 15.10 | Wily Werewolf     | 22. Oktober 2015       | Juli 2016       | 4.2    | 4.12      |                                                                              |
| 16.04 LTS | Xenial Xerus      | 21. April 2016         | April 2019      | 4.4    | 4.12      | Long Term Support                                                            |
| 16.10 | Yakkety Yak       | 13. Oktober 2016       | Juli 2017       | 4.8    | 4.12      |                                                                              |
| 17.04 | Zesty Zapus       | 13. April 2017         | Januar 2018     | 4.10   | 4.12      |                                                                              |
| 17.10 | Artful Aardvark   | 19. Oktober 2017       | Juli 2018       | 4.13   | 4.12      |                                                                              |
| 18.04 LTS | Bionic Beaver     | 26. April 2018         | Juli 2021       | 4.15   | 4.12      | Long Term Support                                                            |
| 18.10 | Cosmic Cuttlefish | 18. Oktober 2018       | Juli 2019       | 4.18   | 4.12      |                                                                              |
| 19.04 | Disco Dingo       | 18. April 2019         | Januar 2020     | 5.00   | 4.12      | Unterstützung auf 32-Bit-Plattform wird eingestellt                          |
| 19.10 | Eoan Ermine       | 17. Oktober 2019       | Juli 2020       | 5.3    | 4.14      |                                                                              |
| 20.04 LTS | Focal Fossa       | 23. April 2020         | April 2023      | 5.4    | 4.14      | Long Term Support                                                            |
| 20.10 | Groovy Gorilla    | 22. Oktober 2020       | Juli 2021       | 5.8    | 4.14      |                                                                              |
| 21.04 | Hirsute Hippo     | 22. April 2021         | Januar 2022     | 5.11   | 4.16      |                                                                              |
| 21.10 | Impish Indri      | 15. Oktober 2021       | Juni 2022       | 5.13   | 4.16      |                                                                              |
| 22.04 LTS | Jammy Jellyfish   | 21. April 2022         | April 2025      | 5.17   | 4.16      | Long Term Support                                                            |
| 22.10 | Kinetic Kudu      | 20. Oktober 2022       | Juli 2023       | 5.19   | 4.16      |                                                                              |
| 23.04 | Lunar Lobster     | 20. April 2023         | Januar 2024     | 6.2    | 4.18      |                                                                              |
| 23.10 | Mantic Minotaur   | 12. Oktober 2023       | Juli 2024       | 6.5    | 4.18      |                                                                              |
| 24.04 LTS | Noble Numbat      | 25. April 2024         | April 2027      |        | 4.18      | Long Term Support                                                            |
| Legende:Ältere Version; nicht mehr unterstütztÄltere Version; noch unterstütztAktuelle VersionZukünftige Version |                   |                        |                 |        |           |                                                                              |

## Kritik
Kritiker von Xubuntu bemängeln, dass Versionen ab Xubuntu 8.04 fast den gleichen Speicherbedarf wie ein Ubuntu mit Gnome oder KDE haben. Bei einem von Distrowatch durchgeführten Test wurde festgestellt, dass Xubuntu 9.04 im laufenden Betrieb doppelt so viel Systemspeicher wie Debian 5.0.1 mit XFCE verwendet und beim Laden der Desktopumgebung eine zehnmal höhere Speicherauslastung aufwies. Distrowatch führt dies auf den Einsatz von Applikationen aus der Gnome-Desktopumgebung wie dem grafischen Paketmanager, dem Netzwerkmanager und der Energieverwaltung zurück. Man kam daher zu dem Ergebnis, dass die Standardauswahl der Pakete nicht unbedingt zu einem Low-Memory-System passe. Das Linux Magazine kam zu einem ähnlichen Ergebnis und zeigte auf, dass Xubuntu etwas mehr Arbeitsspeicher als Ubuntu verwendet, und empfiehlt daher für ältere Systeme die Ubuntu-Variante Lubuntu mit LXDE als Desktop-Umgebung. Für Xubuntu 14.04 LTS und Ubuntu 14.04 LTS werden von den Distributoren die gleichen Systemvoraussetzungen empfohlen. Die Autoren von ubuntuusers.de verweisen auf die Alternative, mit einer Minimalinstallation eine abgespeckte Variante von Xubuntu zu installieren.